# Gradualizm
Gradualizm (z łac. gradus 'stopień') – koncepcja w biologii ewolucyjnej dotycząca sposobu, w jaki zmiany mutacyjne genów wpływają na właściwości fenotypowe gatunku. Zakłada on, że ewolucja zachodzi poprzez akumulację drobnych zmian na przestrzeni wielu generacji, uważając przy tym, że każdy organizm jest tego samego gatunku, co jego rodzice. Nie można zatem wyznaczyć naturalnej granicy między gatunkami w jednej linii rozwojowej (np. kolejnymi przodkami człowieka). Granice takie są zawsze arbitralne – wynikają z niekompletności zapisu kopalnego oraz naturalnej skłonności ludzkiego umysłu do wyodrębniania klas w zbiorach naturalnych obiektów. Gradualizm jest ściśle związany z populacyjną koncepcją gatunku. 
Do jego zwolenników należał Charles Darwin, który zakładał, że z czasem dobór naturalny prowadzi do dalekich rozbieżności. Niles Eldredge i Stephen Jay Gould krytykowali Darwina, za założenia o ciągłym i jednostajnym tempie ewolucji, czego on sam jednak nie zakładał.
Przeciwieństwem gradualizmu jest saltacjonizm lub punktualizm zakładający, że pojedyncza mutacja może spowodować tak znaczne zmiany w fenotypie, że powstały organizm potomny trzeba zaliczyć do gatunku innego niż organizmy macierzyste.
Najprawdopodobniej w rzeczywistości zdarzają się oba zjawiska – zazwyczaj działają mechanizmy gradualistyczne, ale niektóre mutacje, szczególnie chromosomowa, lub dotyczące morfogenów mogą powodować bardzo silne efekty i szybko prowadzić do powstania nowych gatunków.
Inną teorią przeciwną gradualizmowi jest katastrofizm.